# أدولف الشاب (رواية)
أدولف الشاب (بالإنجليزية: Young Adolf)‏ هي رواية للكاتبة الإنجليزية بيريل بينبريدج، نشرت عام 1978، لأول مرة عن دار نشر داكوورث.